# 디디에 부르칼테르
디디에 에리크 부르칼테르(프랑스어: Didier Eric Burkhalter, 1960년 4월 17일 ~ )는 스위스의 정치인이다.
2009년 11월 1일 이후 스위스 연방평의회 의원으로 재직하며 2013년 부통령을, 2014년 스위스 대통령으로 재임하였다.